# Tignieu-Jameyzieu
Tignieu-Jameyzieu ist eine Gemeinde mit 7944 Einwohnern (Stand: 1. Januar 2022) im Département Isère in der Region Auvergne-Rhône-Alpes. Tignieu-Jameyzieu liegt im Arrondissement La Tour-du-Pin und im Kanton Charvieu-Chavagneux. Die Einwohner werden Tignolan(e)s genannt.

## Geographie
Tignieu-Jameyzieu liegt etwa 25 km östlich von Lyon. Die Bourbre führt am westlichen Rand der Gemeinde entlang. Umgeben wird Tignieu-Jameyzieu von den Nachbargemeinden Saint-Romain-de-Jalionas im Norden und Nordosten, Villemorieu im Osten, Chamagnieu im Süden, Colombier-Saugnieu im Südwesten, Charvieu-Chavagneux und Pont-de-Chéruy im Westen und Chavanoz im Nordwesten.

## Bevölkerungsentwicklung
| Jahr                       | 1962 | 1968 | 1975 | 1982 | 1990 | 1999 | 2006 | 2011 |
| -------------------------- | ---- | ---- | ---- | ---- | ---- | ---- | ---- | ---- |
| Einwohner                  | 2030 | 2454 | 2959 | 3666 | 4616 | 4838 | 5373 | 6282 |
| Quellen: Cassini und INSEE |      |      |      |      |      |      |      |      |

## Sehenswürdigkeiten

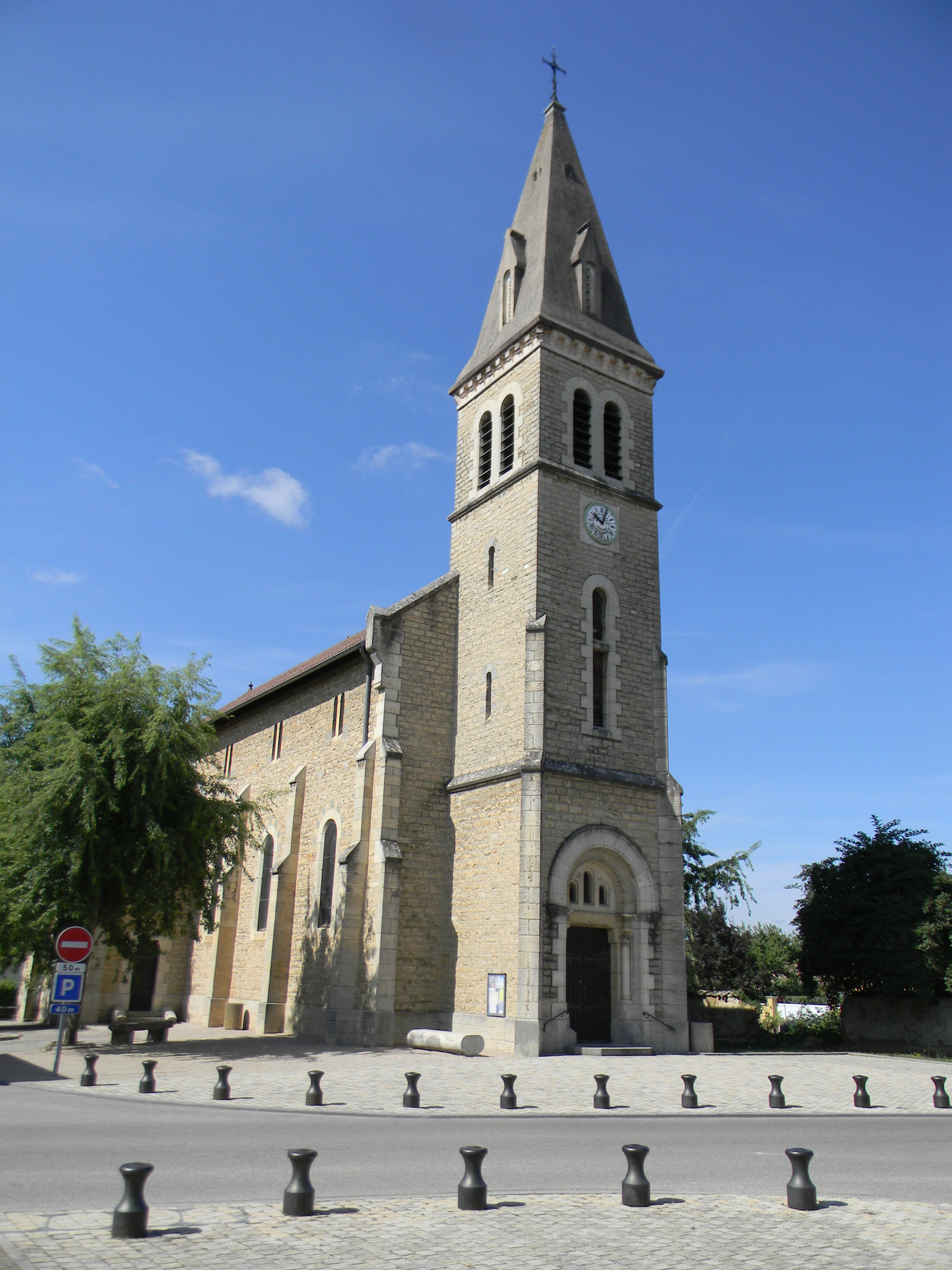
Kirche Saint-Antoine

- neoromanische Kirche Saint-Antoine aus dem Jahre 1893
- Kriegerdenkmal aus dem Jahr 1922